# Nini Rosso

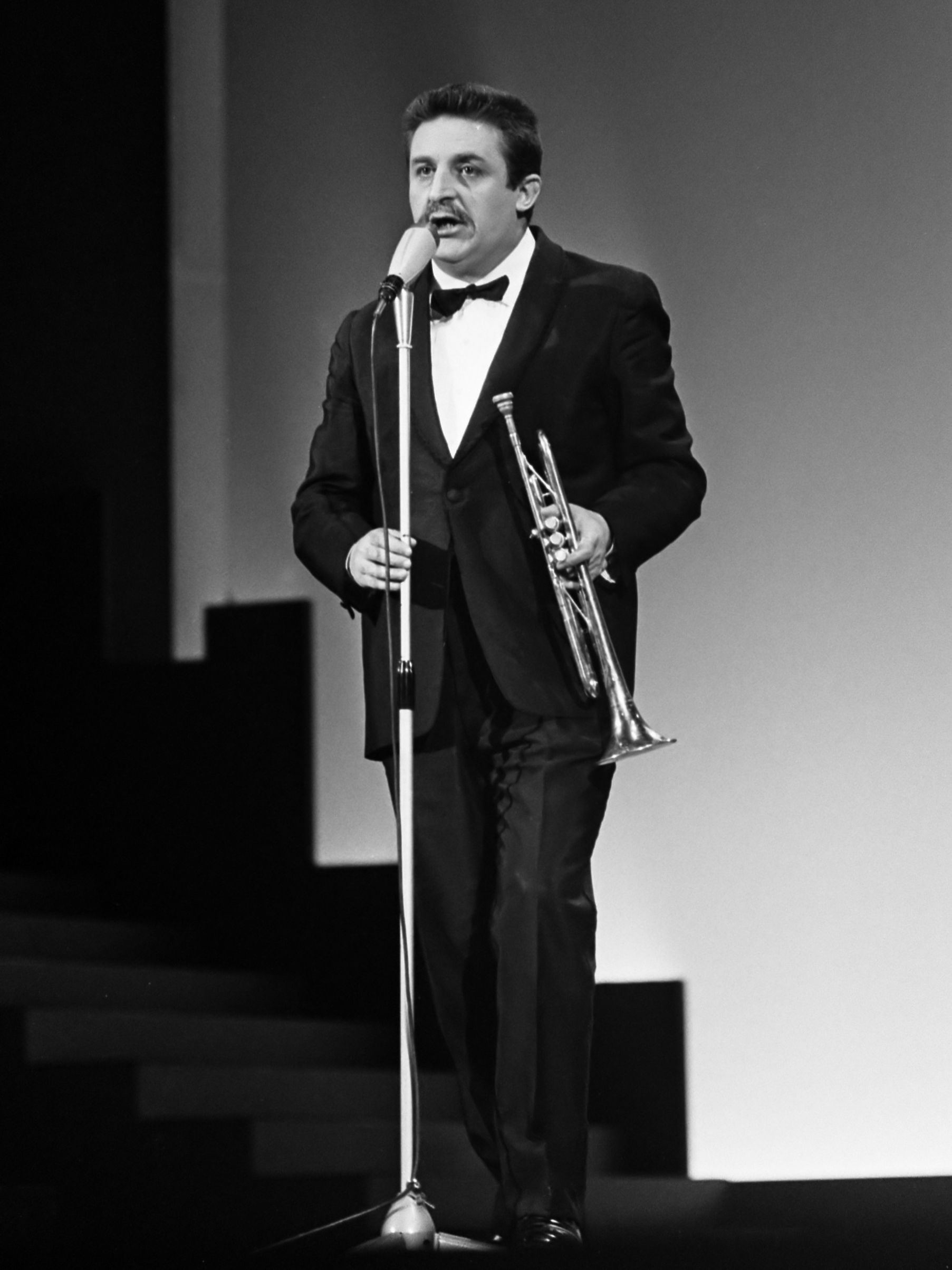
Nini Rosso (1969)

Nini Rosso, nascido Raffaele Celeste Rosso, (Turim, 19 de setembro de 1926 — 5 de outubro de 1994) foi um compositor, e trompetista de jazz italiano.

## Discografia
- 1962 Concerto disparato
- 1962 Der Clown
- 1965 IL Silenzio
- 1965 Weihnachten mit Nini Rosso
- 1966 La montanara
- 1966 Das grosse Wunschkonzert
- 1966 Das grosse Wunschkonzert 2
- 1966 Das grosse Wunschkonzert 3
- 1967 Trompete in Gold
- 1967 Trumpet Dreams
- 1967 Trumpet Gala
- 1967 Schlagerrendezvous mit Nini Rosso
- 1967 Liebestraum
- 1968 Goldene Melodien
- 1968 Digital Best
- 1969 Bella Italia
- 1970 Ciak
- 1970 Super-Disco Trumpet
- 1970 Napoli

Em 1965 o seu Hit "Il Silenzio" foi #1 em Itália, Alemanha, Áustria, e Suíça, e vendeu mais de cinco milhões de cópias até ao final de 1967. Foi premiado com um disco de ouro.
Rosso morreu com um tumor em 1994, com 68 anos de idade.